# Flik 8
La Fliegerkompanie 8 (abbreviata in Flik 8) era una delle squadriglie della Kaiserliche und Königliche Luftfahrtruppen.

## Storia

### Prima guerra mondiale
Dopo lo scoppio della prima guerra mondiale, la Flik 8 combatté sul fronte orientale; nell'agosto del 1914 Radymno fu la sua base in Polonia. La squadriglia fu schierata durante l'assedio della fortezza di Przemyśl quando il comandante era Rudolf Stangler. 
Fino al 1º maggio 1915 aveva tra i suoi piloti Camillo Perini.
Dopo la dichiarazione di guerra dell'Italia, fu trasferita al fronte delle Battaglie dell'Isonzo ed al 23 giugno era a Campi d'Altura (Valtursko polje) di Pola (oggi Aeroporto di Pola) al comando dell'Hptm Gustav Studeny con 5 Albatros B.I per la 5ª Armata o 5ª Armeekommando (5º Comando d'Armata) di Svetozar Borojević von Bojna. 
Nel maggio 1916 era al comando del Rittmeister Georg Edler von Lehmann all'Aeroporto di Cirè di Pergine Valsugana con 3 Lohner B.VII e 2 Hansa-Brandenburg C.I.
Nel luglio 1917, l'intera forza aerea fu riorganizzata e con compiti divisionali diventa Flik 8D (Divisioni-Kompanie) e reindirizzata al Fronte Orientale. Dopo l'armistizio russo è tornata in Italia vicino a Feltre. Nel 1918 diventa una squadriglia da caccia (Schutzflieger-Kompanie, Flik 8S). Fu subordinata all'XI Armata e dal 15 giugno 1918 partecipa alla Battaglia del solstizio. Il 15 ottobre si è trasferita nel Gruppo Esercito Bellunese al campo di aviazione di San Pietro in Campo dell'Aeroporto di Belluno con 3 Hansa-Brandenburg C.I.
Dopo la guerra, l'intera aviazione austriaca fu sciolta.